# MUB48
MUB48（エムユービー フォーティーエイト）は、インド・ムンバイを拠点に活動する予定だった女性アイドルグループである。総合プロデュースを秋元康が務めるAKB48グループのひとつであった。
グループ名の由来はムンバイ (Mumbai)。グループカラーは、インド国旗の緑色（豊かな大地）と白（平和と真実）をイメージしたもの。

## 概要
AKB48のインドでの姉妹グループとしては、2017年12月27日にムンバイを拠点とするMUM48の結成が発表されていたが、AKB48グループ運営会社「AKS」とMUM48運営会社「RASHIMI RAJ MEDIA PRIVATE LIMITED」とのライセンス契約が2018年11月に解約され、プロジェクトが終了していた。
AKSは新たに、インドを主体とした3x3国際プロバスケットボールリーグ「3BL」を運営するYKBK ENTERPRISE PRIVATE LIMITEDをパートナー企業として、合弁会社「YKBK 48 Entertainment Private Limited」を設立した。
2019年6月19日、インド北部を拠点とするDEL48、ムンバイを拠点とするMUB48の2グループを同時に立ち上げることが発表された。日本国外のAKB48グループでは、8・9番目の姉妹グループとなる。

## 略歴

### 2019年
- 6月19日、インド・ニューデリーで記者会見を開催し、DEL48とともに結成することを発表[1]。

### 2022年
- 7月13日、新型コロナウイルスによる不安定な状況を受け、活動をすることなく先に活動を開始していたDEL48とともにグループの運営を終了することを公式サイトにおいて発表した[2]。